# Кациян, Ратко
Ратко Кациян (хорв. Ratko Kacijan; 18 января 1917, Задар — 18 января 1949, Загреб) — хорватский югославский футболист, серебряный призёр Олимпийских игр 1948 года.

## Биография
С 14 лет выступал за команду «Приморац» из Београда-на-Мору. За свою карьеру играл за клубы ХАШК, «Освит» из Шибеника, «Хайдук» из Сплита и загребское «Динамо». В 1938 году был дисквалифицирован пожизненно за нападение на судью, но потом дисквалификацию сняли.
С 1940 по 1943 годы сыграл 10 игр за сборную Хорватии. В 1944 году вступил в партизанское движение, после войны продолжил карьеру в загребском «Динамо». Одну игру провёл за сборную Югославии 9 мая 1946 против Чехословакии (2:0), на Олимпиаде в Лондоне стал серебряным призёром.
Некоторое время тренировал команду «Милиционар» из Загреба.
Скончался в 1949 году от инфаркта миокарда. В память о нём названа молодёжная школа загребского «Динамо».